# Minorité au conseil de la Commune
La minorité est une fraction politique du conseil de la Commune pendant la Commune de Paris.
Le Conseil de la Commune se divise le 1er mai 1871 sur l'opportunité de créer un Comité de salut public destiné à revigorer l'action politique de la Commune : 23 membres du Conseil de la Commune ont voté contre cette création. Pour l'essentiel ce sont des Internationalistes, mais tous les Internationalistes n'ont pas rejoint la minorité. Il y a des Indépendants et même un blanquiste : Tridon. Le 15 mai 1871, la minorité publie un Manifeste qui proteste contre la dictature du Comité de Salut public et annonce que ses membres se retirent dans leurs arrondissements respectifs. Mais ce manifeste qui réjouit le gouvernement d'Adolphe Thiers, n'est pas compris par les communards parisiens. Les membres de la minorité rejoignent la majorité du Conseil de la Commune à l'Hôtel de Ville de Paris.
Pour eux le Comité de Salut public ne sera que la dictature d'une poignée d'hommes sans aucun contrôle de la part du Conseil de la Commune, seul organe élu par les Parisiens. De plus le nom de ce Comité de Salut public rappelle trop celui de 1793-1794, qui avait envoyé à la guillotine Jacques Roux et ses partisans (considérés comme les plus authentiques représentants des Sans-culottes parisiens).
Karl Marx s'est opposé à la création du Comité de salut public, soutenant notamment son "homme de confiance" à Paris, Auguste Serraillier.

## Membres de la minorité
CSP = opposant au CSP ; M = signataire du Manifeste
- Jules Andrieu (CSP/M)
- Georges Arnold (M)
- Arthur Arnould (CSP/M)
- Augustin Avrial (CSP/M)
- Jules-Nicolas-André Babick (CSP)
- Charles Beslay (CSP/M)
- Adolphe Clémence (CSP/M)
- Victor Clément (CSP/M)
- Gustave Courbet (CSP/M)
- Léo Fränkel (M)
- Eugène Gérardin (CSP/M)
- François Jourde (CSP/M)
- Camille Langevin (CSP)
- Gustave Lefrançais (CSP/M)
- Charles Longuet (CSP/M)
- Benoît Malon (CSP/M)
- François-Charles Ostyn (CSP/M)
- Jean-Louis Pindy (CSP/M)
- Paul Philémon Rastoul (CSP)
- Auguste Serraillier (CSP/M)
- Albert Theisz (CSP/M)
- Edme-Louis-Gustave Tridon (CSP/M)
- Jules Vallès (CSP/M)
- Eugène Varlin (CSP/M)
- Auguste Vermorel (CSP/M)

## Sources
1. ↑  « La Commune : ce qu'en disait Marx », sur www.lhistoire.fr (consulté le 6 août 2023)

- Bernard Noël, Dictionnaire de la Commune, Flammarion, collection Champs, 1978
- Jacques Rougerie, Paris libre 1871, Le Seuil, collection Politique, 1971